# 山崎まりあ
山崎 まりあ（やまざき まりあ - ）は、日本の元女優である。
東京都出身。特技は創作料理、長時間睡眠。趣味は写真、哲学を学ぶこと。

## 出演

### 映画
- 谷中レトロカメラ店の謎日和（2017年） - 初瀬まどか 役

### CM
- HANADA Watch World（2018年11月26日）
- 17LIVE 「ライブ＆ピース」（2018年11月25日）

### ミュージックビデオ
- 加藤ミリヤ「DEAR LONELY GIRL」（2017年11月16日）
- ゆず「マスカット」（2018年8月16日）

### 舞台
- 晩餐ヒロックス「七夕小夜曲」 （2018年6月20日） - 鈴姫 役
- 天ノ川最前線「カラ」（2018年9月6日）
- オザワミツグ演劇「どうも、セックスよこんにちは。」  （2019年4月24日）Bチーム主演 - 都知木彩喜 役
- エリア51「ノゾミ」 （2019年10月2日）主演 -少女役-ノゾミ役
- エリア51 長期企画「KAMOME」シリーズにて

「家」・「喪」・「女ME」/舞台「カモメ」 （2020年9月7日-2021年12月9日千秋楽）主演 -少女役-カモメ役